# Johannes Göbert
Johannes Göbert (* 9. Juli 1770 in Braunau; † 13. Februar 1832 ebenda) war ein deutscher Gutsbesitzer, Grebe und Politiker.

## Leben
Göbert war der Sohn des Greben in Braunau Johannes Göbert (Gebert) (sen.) (* 10. April 1746 (Taufe) in Braunau; † 1. Juli 1807 ebenda) und dessen Ehefrau Anna Elisabeth geborene Nickel aus Zwesten. Er war evangelisch und heiratete am 24. August 1800 in Braunau in erster Ehe Anna Catharina Knöpfel (Knöppel) (* 1775 (errechnet) in Schönau; † 15. März 1824 in Braunau), die Tochter des Greben in Schönau in Hessen-Kassel Hanß Henrich Knöpfel (Knöppel) und der Anna Catharina geborene Kirchner. 
Nach dem Tod der ersten Ehefrau heiratete er am 27. Oktober 1824 in Braunau Anna Elisabeth Louise Wagener (* 7. April 1803 in Braunau; † 4. August 1827 ebenda), die Tochter des Johann Henrich Wagener und der Anna Catharina geborene Dehne. Zuletzt heiratete er am 2. Mai 1830 in Braunau Dorothea Elisabeth Wagener (* 15. Dezember 1814 in Zwesten; † 20. April 1872 in Braunau), die Tochter des Gutsbesitzers und Vorstehers in Braunau Lorenz Wagener und der Dorothea Elisabeth Lippert.
Göbert lebte als Landwirt und (1832) Gutsbesitzer in Braunau. Dort war er von (1824) bis 1832 Grebe. Von (August/September) 1817 bis zum 13. Februar 1832 Mitglied des Landstandes des Fürstentums Waldeck. Er wurde für den Bauernstand im Oberjustizamt der Eder gewählt.